# Margarinotus aoudicus
Margarinotus aoudicus är en skalbaggsart som först beskrevs av Sylvain Auguste de Marseul 1861.  Margarinotus aoudicus ingår i släktet Margarinotus och familjen stumpbaggar. Inga underarter finns listade i Catalogue of Life.